# مانگروهای گینه
مانگروهای گینه (به لاتین: Guinean mangroves) یک بوم‌ناحیه و جنگل در سنگال است.